# Ill Al Skratch
Ill Al Skratch – amerykański duet hip-hopowy, do którego należą Big Ill oraz Al Skratch pochodzący z Brooklynu. Wydali dwa albumy – w 1994 roku Creep Wit’ Me i w 1997 – Keep It Movin’.

## Dyskografia

### Albumy studyjne
| Rok  | Tytuł                                                                          | Pozycje na listach przebojów | Pozycje na listach przebojów |
| Rok  | Tytuł                                                                          | U.S.                         | U.S. R&B                     |
| ---- | ------------------------------------------------------------------------------ | ---------------------------- | ---------------------------- |
| 1994 | Creep Wit’ Me - Wydany: 2 sierpnia 1994 - Wytwórnia płytowa: Mercury Records   | 137                          | 22                           |
| 1997 | Keep It Movin’ - Wydany: 22 kwietnia 1997 - Wytwórnia płytowa: Mercury Records | –                            | 55                           |

### Single
| Rok  | Tytuł utworu                            | Pozycje na listach przebojów | Pozycje na listach przebojów | Pozycje na listach przebojów | Album          |
| Rok  | Tytuł utworu                            | U.S. Hot 100                 | U.S. R&B                     | U.S. Rap                     | Album          |
| ---- | --------------------------------------- | ---------------------------- | ---------------------------- | ---------------------------- | -------------- |
| 1994 | „Where My Homiez? (Come Around My Way)” | -                            | 34                           | 8                            | Creep Wit' Me  |
| 1994 | „I'll Take Her” feat. Brian McKnight    | 62                           | 16                           | 5                            | Creep Wit' Me  |
| 1995 | „Chill With That”                       | -                            | -                            | -                            | Creep Wit' Me  |
| 1997 | „Yo Love”                               | -                            | -                            | -                            | Keep It Movin' |
| 1997 | „Me & The Click”                        | -                            | -                            | -                            | Keep It Movin' |
| 2012 | „Bout My Money”                         | -                            | -                            | -                            | -              |